# بیلی بینگهام (بازیکن فوتبال، زاده ۱۹۹۰)
بیلی بینگهام (انگلیسی: Billy Bingham؛ زادهٔ ۱۵ ژوئیهٔ ۱۹۹۰) بازیکن فوتبال اهل بریتانیا است.
از باشگاه‌هایی که در آن بازی کرده‌است می‌توان به باشگاه فوتبال کریستال پالاس، باشگاه فوتبال کرو آلکساندرا، باشگاه فوتبال ساتون یونایتد، باشگاه فوتبال داگنم و ردبریج، باشگاه فوتبال بروملی، و باشگاه فوتبال گرایس اتلتیک اشاره کرد.